# Rebeliant (film 2016)
Rebeliant (ang. Free State of Jones) – amerykański dramat historyczny z 2016 w reżyserii Gary'ego Rossa, z Matthew McConaugheyem i Gugu Mbatha-Raw w rolach głównych, którego scenariusz powstał w oparciu o historię Newtona Knighta, przywódcy grupy rebeliantów w czasie wojny secesyjnej.

## Fabuła
Konfederata Newton Knight stanął na czele dyskryminowanych Afroamerykanów i drobnych posiadaczy ziemskich, by powołać do istnienia niepodległy stan w Hrabstwie Jones w Missisipi, w którym wszyscy obywatele mieliby być wobec siebie równi.

## Obsada
W filmie wystąpili:
- Matthew McConaughey jako Newton Knight
- Keri Russell jako Serena Knight
- Gugu Mbatha-Raw jako Rachel
- Christopher Berry jako Jasper
- Mahershala Ali jako Moses Washington
- Sean Bridgers jako Sumrall
- Jacob Lofland jako Daniel
- Liza J. Bennett jako Junie Lee
- Kerry Cahill jako Mary
- Jessica Collins jako Annie
- Bill Martin Williams jako Whittington
- Joe Chrest jako Amos Deason
- David Jensen jako Quitman
- Lawrence Turner jako Chester
- Donald Watkins jako Wilson
- Pine Purvis jako Jebediah